# HD 119035
HD 119035，又名BD+31 2526，SAO 63676、HR 5143，是一颗恒星，视星等为6.21，位于銀經55.83，銀緯78.65，其B1900.0坐标为赤經13h 35m 42.4s，赤緯+31° 78.65′ 58″。